# UDOS
UDOS 1526 – system operacyjny przeznaczony dla komputerów Robotron A 5120/30, opracowany przez VEB Robotron.

## Systemy A 5120/30
Podstawowym systemem operacyjnym, który był zawsze dostarczany wraz z systemem komputerowym, był system SIOS 1526. Jednak system SIOS miał istotne ograniczenia, które pozwalały na użytkowanie przedmiotowych systemów komputerowych tylko w zastosowaniach takich jak:
- biurowych,
- terminalowych,
- obliczeniowych,
- itp.

W związku z występującymi w SIOS ograniczeniami, opracowano jako drugi, alternatywny system operacyjny dla komputerów Robotron A 5120/30, system UDOS 1526, który umożliwiał zastosowanie tych systemów komputerowych także w innych zakresach, m.in.:
- systemy pomiarowe,
- systemy sterujące,
- systemy tworzące (oprogramowanie) dla procesorów serii U880.

Systemy stosowane dla komputerów Robotron A 5120/30 nie były ze sobą zgodne, np. w zakresie oprogramowania, formatów danych, formatów nośników danych i innych, co powodowało konieczność dokonywania odpowiednich konwersji.

## Wymagania sprzętowe
Wymagania sprzętowe dla systemu UDOS 1526:
- pamięć operacyjna:
  - minimum 32 kB,
  - maksimum 64 kB,
  - pamięć powyżej 64 kB, jeżeli występowała fizycznie, była przez system ignorowana,
- dane:
  - stacje dyskietek 5,25"
  - stacje dyskietek 8"
  - kaseta magnetyczna ½", 1 MB,
- format dyskietek

40 lub 77 ścieżek, 26 sektorów na ścieżkę, po 128 bajtów na sektor, rekordy: 1, 2, 4, 8 lub 16 sektorów,

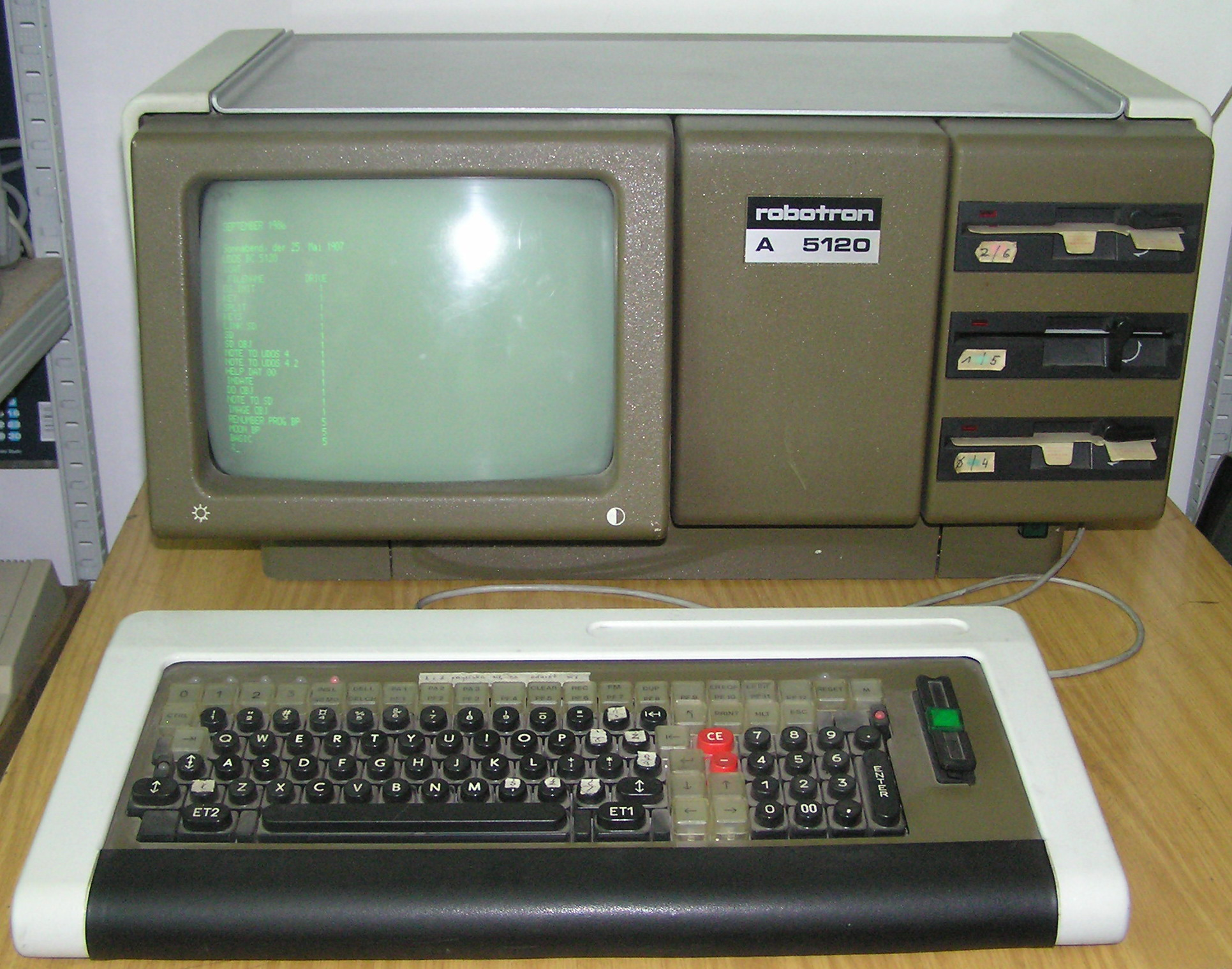
UDOS uruchomiony na komputerze Robotron A 5120

- klawiatura
  - K 7637
  - K 7606
  - K 7636
  - K 7604
  - K 7634
- drukarki
  - Robotron 1152
  - Robotron 1157
- interfejsy drukarek
  - PIO
  - IFSS

## Budowa systemu
- część stała – część ładowana do pamięci operacyjnej i dostępna przez cały czas pracy systemu
  - fizyczna – sterowanie sprzętowe klawiatury, monitora, stacji dyskietek oraz monitor (debbuger)
  - logiczna – zarządzanie pamięcią, logiczne sterowanie konsolą (OS) i stacjami dyskietek (ZDOS)
- część zmienna – dostępna na dyskietce systemowej, poszczególne składniki systemu ładowane w zależności od potrzeb, obejmujące programy usługowe, pomocnicze, sterowania innymi urządzeniami, moduły programowe, systemy programowania,

## Komendy
Znakiem systemowym (prompt) jest znak "%". Po pojawieniu się tego znaku można wprowadzać komendy systemu.
Lista komend systemu:
```
 ACTIVATE, ALLOCATE,
 BRIEF,
 CAT, CLOSE, COMPARE, COPY, COPY.DISK,
 DATE, DEACTIVATE, DEALLOCATE, DEBUG, DEFINE, DELETE, DISPLAY, DO, DUMP,
 ECHO, EXTRACT,
 FORCE, FORMAT,
 HELP,
 IMAGE, INITIALIZE,
 LADT,
 MASTER, MOVE,
 PAUSE, PRINT,
 RELEASE, RENAME, RESTORE,
 SAVE, STATUS,
 VERBOSE,
 XEQ,
"wyrażenie", (kod błędu),
 KEY, INDATE, SPIT,
```

## Podstawowetypy plików
```
 D – DIRECTORY : 
katalog dyskietki

 A – ASCII : 
zbiór tekstowy

 B – BINARY : 
plik binarny

 P – PROCEDURE : 
programy
```